# 金子侑司
金子 侑司（かねこ ゆうじ、1990年4月24日 - ）は、京都府京都市右京区出身の元プロ野球選手（外野手・内野手、右投両打）。

## 経歴

### プロ入り前
小学4年時に野球を始め、ラグビーも並行してプレーしていた。6年生時には100メートル走で京都市大会4位に入り、京都市代表に選ばれた。
中学時に右打ちから両打ちに転向した。理由は格好いいから。中学生時代はボーイズリーグの「京都嵐山ボーイズ」に所属する一方、バレーボール部に所属していた。
立命館宇治高校では遊撃手としてプレーし、高校通算20本塁打を放った。甲子園出場経験は無い。

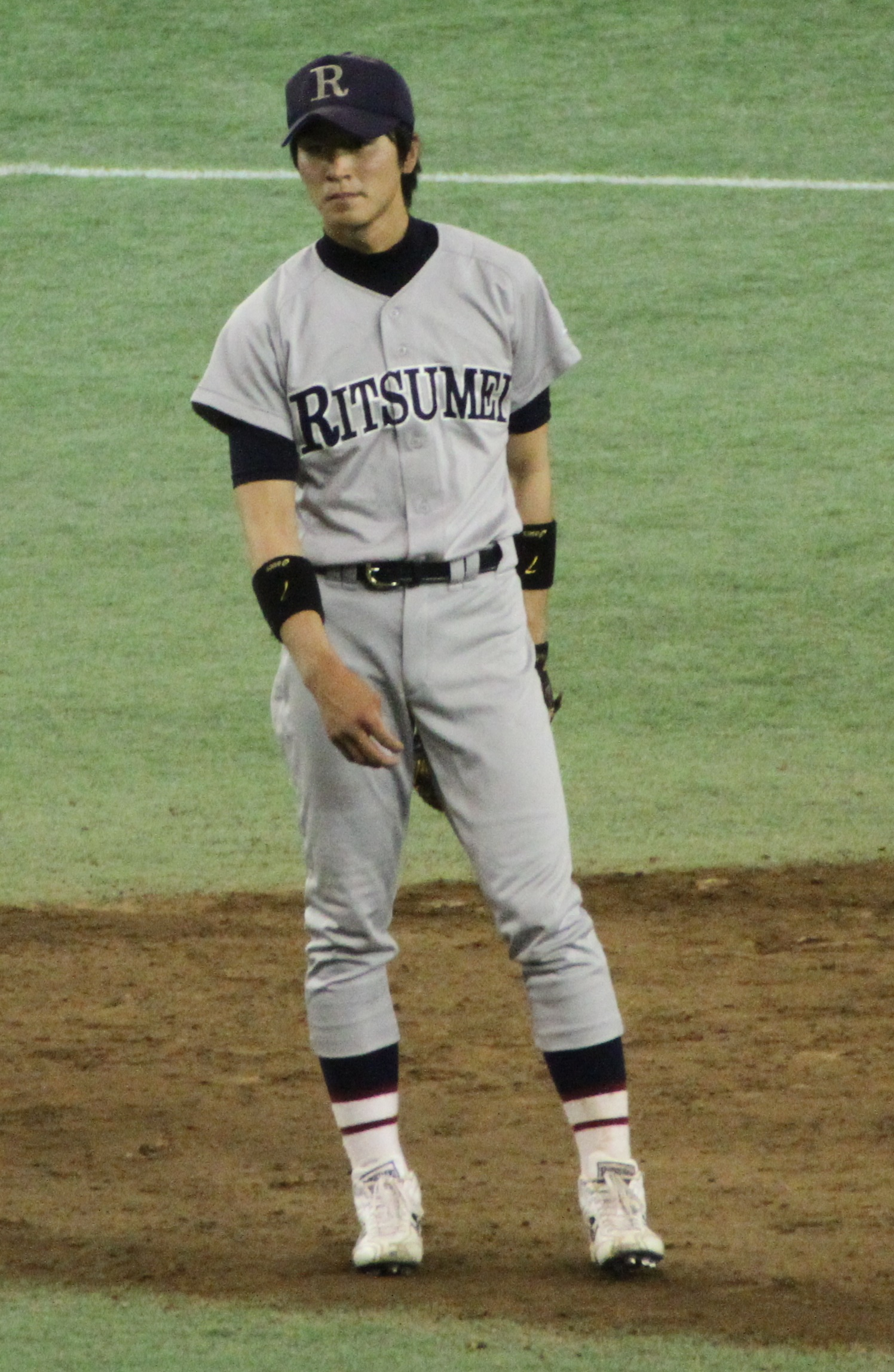
立命館大学時代（2012年6月14日、東京ドームにて）

立命館大学では産業社会学部に在学。坂本一輝は同学部の同窓生。
1年生時の春季から関西学生野球・リーグ戦に出場。
2年生時の春季に遊撃手のベストナインを受賞。
3年生時に第38回日米大学野球選手権大会にの日本代表に選ばれた。
4年生時、第61回全日本大学野球選手権大会の2回戦（初戦）に「1番・遊撃手」で先発出場し4打数1安打で、チームは敗れた。大学通算成績は83試合出場、288打数79安打1本塁打、打率.274、17打点、28盗塁だった。
2012年10月25日に行われたプロ野球ドラフト会議で埼玉西武ライオンズに3位指名を受け、契約金5000万円、年俸1200万円（金額は推定）で合意し、入団した。背番号は2。
2013年3月、大学の卒業式・学位授与式で特筆すべき活躍や努力をした学生におくられる「立命館大学・学長表彰」を受賞した。

### 西武時代

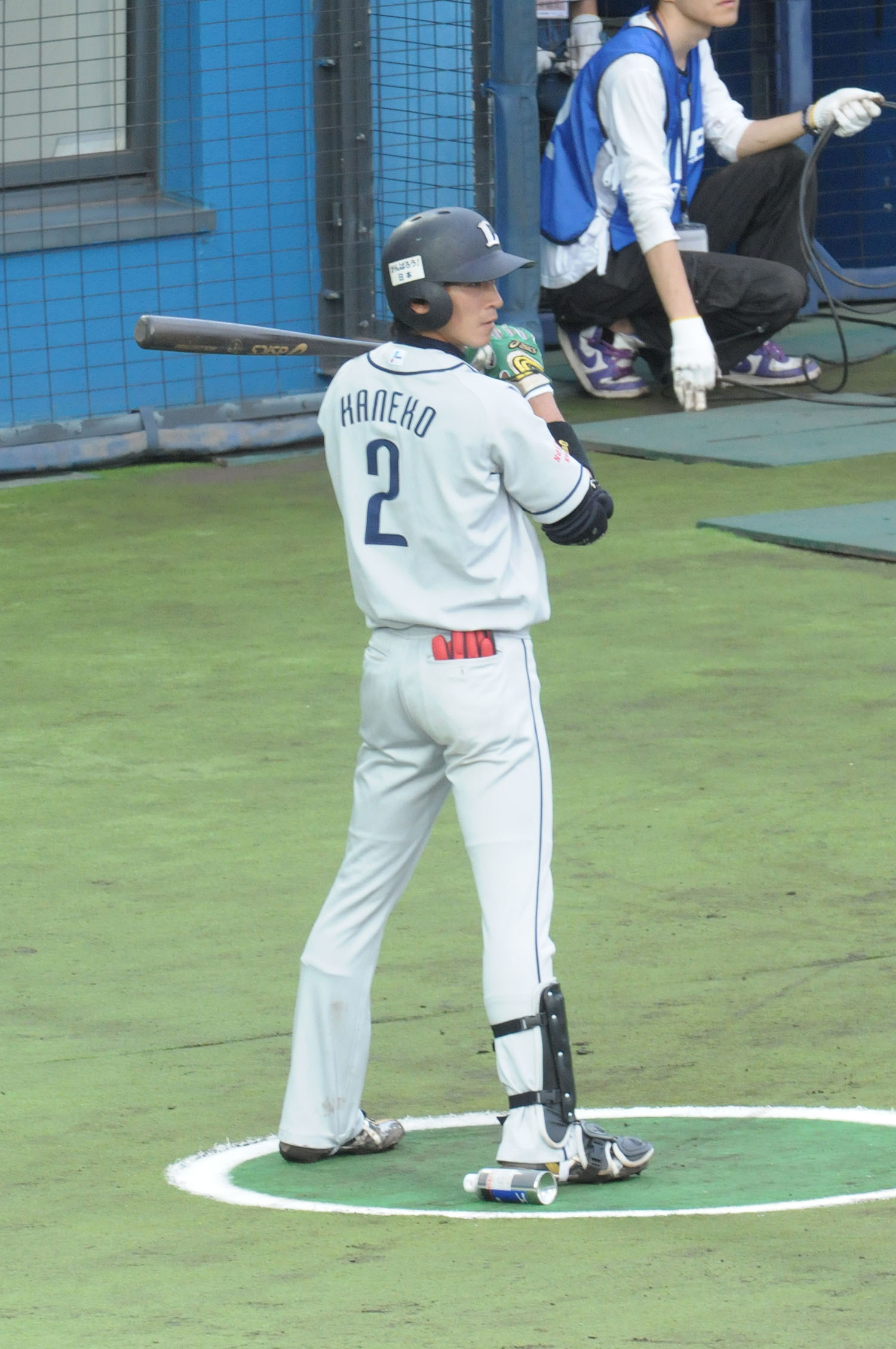
2013年7月18日、こまちスタジアムにて

2013年は春季キャンプをA班でスタートし、オープン戦では大学時代に数試合経験しただけの外野手としても出場。チームの新人選手の中で唯一開幕一軍登録され、3月29日に本拠地の西武ドームで開催された北海道日本ハムファイターズとの開幕戦では「7番・右翼手」でプロ初出場・初先発し、初打席で初安打となる遊撃手への内野安打を打った。しかし、慣れない外野の守備では3回に打球の目測を誤り、6回には本塁への悪送球失策を記録した。4月3日の福岡ソフトバンクホークス戦では、第1打席は左打席で右投手の山中浩史から左中間へ適時三塁打を打ち初打点を挙げ、第2打席では右打席で左投手の山本省吾から初本塁打を打った。同16日のオリックス・バファローズ戦の4回にはプロ初盗塁を決めた。その後疲労などもあって打撃不振に陥り、5月19日に一軍登録を抹消された。7月18日に行われたフレッシュオールスターゲームでは「3番・二塁手」で先発出場し、3打数1安打だった。6月に一軍再登録された後も2度抹消と登録を繰り返したが、9月15日の千葉ロッテマリーンズ戦では西武の新人選手としては2011年9月に秋山翔吾が記録した以来となるサヨナラ安打を打った。ルーキーイヤーは一軍で94試合に出場し、打率.223、2本塁打、23打点、12盗塁を記録。オフに600万円増となる推定年俸1800万円で契約を更改した。
2014年、3月28日の東北楽天ゴールデンイーグルスとの開幕戦に「9番・遊撃手」で先発出場し、1打数無安打だった。開幕当初はこの年に新たに監督に就任した伊原春樹の方針によりスイッチヒッター（両打ち）から左打ちに専念していたが、打率1割台と不振に陥り、その後打撃コーチ（当時）の田辺徳雄と相談の上、両打ちに戻した。この年は91試合に出場し、打率.247・2本塁打・16打点、チーム最多の21盗塁を記録。オフに800万円増となる推定年俸2600万円で契約を更改した。
2015年は3年連続で開幕を一軍で迎えたが打撃不振が続き6月9日に登録抹消。同13日には練習中に打球が当たり鼻骨を骨折するなどシーズン終盤まで一軍復帰できず、57試合の出場で打率.224、1本塁打、6打点、11盗塁という成績に留まり、オフに200万円減となる推定年俸2400万円で契約を更改した。
2016年は2月の春季キャンプで腰の異常を訴え、初めて開幕を二軍で迎えたが、4月5日に出場選手登録された。7月1日から「1番・右翼手」で出場するようになると、9月17日の楽天戦で球団史上4人目のシーズン50盗塁を記録し、23日のソフトバンク戦ではリーグ最多の盗塁を記録していたオリックスの糸井嘉男に並ぶ53個目の盗塁を成功させた。盗塁が同数のまま27日に右膝裏痛のため出場選手登録を抹消され、この時点でオリックスは4試合を残していたが、糸井はそれ以上盗塁を記録できず、パ・リーグの最多盗塁者賞は同時受賞となった。この年、初めて規定打席に到達し（両打の選手では同年唯一）、また初めて外野手としての出場が内野手としての出場を上回った。打率.265、1本塁打、33打点、53盗塁を記録し、オフに倍増となる推定年俸4800万円で契約を更改した。
2017年、シーズン開幕前に内野手から外野手登録に変更された。3月に入った頃から足の痛みを感じていたが、その後左脛を疲労骨折していたことが判明し、開幕を二軍で迎えた。5月19日の二軍戦で骨折から実戦復帰し、30日に出場選手登録されると、同日の広島東洋カープ戦の9回に代打で出場し一軍復帰を果たした。打撃が好調だった8月中盤までは先発起用が続いたが、シーズン終盤は状態を落としベンチスタートが増え、この年は出場90試合中、77試合に先発出場し、打率.272、5本塁打、34打点、25盗塁という成績を残した。オフに200万円増となる推定年俸5000万円で契約を更改し、また翌年から背番号が8に変更されることが発表された。
2018年は開幕から打撃不振が続き、後半戦に入っても打率.196と復調の兆しが見られず7月21日に登録抹消。8月17日に一軍再昇格を果たすと、同19日の日本ハム戦では決勝の適時三塁打を放つなど、再昇格後は打率.270と復調を見せ、シーズン打率は.223に留まったが32盗塁を記録し、また勝負所での好守でチームに貢献し、オフに700万円増となる推定年俸5700万円で契約を更改した。
2019年は前年の3番打者浅村栄斗のFA移籍による構想の変化があり、金子は「1番・左翼手」で開幕スタメンに名を連ねた。しばらく1番起用が続いたが、打率.206、出塁率.289と役割を果たせず、5月16日のソフトバンク戦を最後に下位打線へ回った。その後は主に9番打者を務め、右大腿骨骨挫傷で戦列を離れた時期もあったが、正左翼手として自己最多の133試合に出場。打率.251、3本塁打、33打点、41盗塁を記録し、2度目となる最多盗塁のタイトルを獲得した。11月25日、2020年シーズンより背番号を7に変更することが発表された。12月4日、2020年シーズン中に国内FA権を取得予定であったが、西武と新たに4年契約を締結。年俸変動制であり、2020年は6300万円増の推定年俸1億2000万円プラス出来高で契約を更改した。
2020年は秋山翔吾のメジャー移籍の穴を埋めるべく、キャンプから中堅守備に取り組み、センターで開幕スタメンに名を連ねるも打撃不振が続き、さらには首痛も発症し、7月5日に登録を抹消された。しかし、8月14日に一軍復帰を果たすと8月は月間打率.321と復調を見せた。抹消時は.179だった打率も最終的には.249まで持ち直し、10月に入ってからは1番を任されるようになった。ただ、本人も「失敗したくないと思ってしまい、勇気が足りなかった」と語ったように盗塁死を9つ記録したこともあって積極性に欠け盗塁数は14に留まり、さらには不慣れな中堅守備、出塁率.312と「1番・中堅手」定着に向けて課題が多く残るシーズンとなった。オフに600万円増となる推定年俸1億2600万円で契約を更改した。
2021年は「1番・中堅手」で開幕スタメン入りを果たすも、打撃で結果を残せず開幕12試合目で1番から外れた。以降先発時は9番での起用が中心となったが、愛斗・若林楽人・岸潤一郎ら若手選手の台頭がありスタメンでの出場機会が減少した。さらに、守備で気の緩んだプレーや記録に残らないミスが目立ち、守備固めの控え選手としても出場機会が減っていった。夏場以降全く結果を残せず8月20日に登録抹消となった。降格直後は打撃不振が続いていたが、9月に入ると調子を上げ、9月15日に一軍再昇格。翌16日の日本ハム戦では41試合ぶりに「1番・中堅手」で先発起用された。しかしその後は勝負所での代走で盗塁死を喫するなど攻撃面では精彩を欠いた。先発出場54試合、220打席は2015年（50試合、176打席）に次いで少なく、プロ入り後初めて「打率1割台」「本塁打0本」「1桁盗塁」に終わり、101試合の出場で打率.192、0本塁打、9打点、9盗塁という成績に留まった。オフの11月30日に一般女性と結婚したことを発表し、契約更改では現状維持の推定年俸1億2600万円で契約を更改した。
2022年は5月20日の日本ハム戦で右太ももを負傷し、肉離れと診断され5月21日に一軍登録を抹消される。8月2日に一軍に復帰したが、同じ個所を再び肉離れしたため、8月3日に一軍登録を抹消され、9月11日に復帰した。そのため自己最少の44試合の出場で打率.277、1本塁打、4打点、3盗塁に留まり、契約更改では現状維持の1億2600万円で契約を更改した。
2023年は47試合に出場し、打率.179、1盗塁の成績にとどまった。4年契約が完了し、12月1日に5600万円減となる推定年俸7000万円で契約を更改した。
2024年の春季キャンプは二軍スタートだったが、オープン戦の中盤に一軍に合流して結果を残すと、3年ぶりに「1番・中堅手」で開幕スタメン入りを果たした。しかし、32試合の出場で打率.220に留まり、6月3日に一軍登録を抹消される。9月1日に同年限りでの現役引退を発表し、同月15日のロッテ戦（ベルーナドーム）が引退試合となり、「1番・左翼手」で先発出場した。8回表にはスライディングキャッチの好守を見せ、8回裏には二死満塁の場面で打席が回るも、遊直に倒れ、5打数無安打1得点に終わった。

## 選手としての特徴
50m走のタイムは5秒7、1年目の春季キャンプでは30メートル走でチームトップのタイムを計測した。右投げでの遠投は110メートルで、高校生時代には左投げでも80メートル、球速は120km/hを記録したことがある。
盗塁王を2度獲得しているが最多盗塁死も2度記録しており、盗塁成功率に課題を抱えている。
内野手時代は守備、特にスローイングに難があり、外野にコンバートされた大きな理由の1つであった。コンバート後は左翼と右翼を守り、俊足を生かした広い守備範囲で高い守備力を誇った。2019年は左翼で12球団トップとなるUZR+21.0を記録した。ただ中堅手に転向した翌2020年はUZR+2.4、特にこれまで大きくUZRを稼いでいたRngR（守備範囲の指標）が+4.7に留まり、中堅守備への適応にも課題を抱えている。

## 人物
愛称は「ネコ」。源田壮亮と2人で「ねこげん」コンビとして親しまれ、グッズ販売も行われていた。
中学生時代に独学でバック転を習得し、高校生時代に運動会のリレーでゴールする際に披露したことがある。
大学生時代にフジテレビのアナウンサー試験を受けた経験を持つ。途中まで選考を通過していたが辞退している。
座右の銘は「華麗奔放」。

## 詳細情報

### 年度別打撃成績
| 年 度      | 球 団      | 試 合 | 打 席 | 打 数 | 得 点 | 安 打 | 二 塁 打 | 三 塁 打 | 本 塁 打 | 塁 打 | 打 点 | 盗 塁 | 盗 塁 死 | 犠 打 | 犠 飛 | 四 球 | 敬 遠 | 死 球 | 三 振 | 併 殺 打 | 打 率 | 出 塁 率 | 長 打 率 | O P S |
| ---------- | ---------- | ----- | ----- | ----- | ----- | ----- | -------- | -------- | -------- | ----- | ----- | ----- | -------- | ----- | ----- | ----- | ----- | ----- | ----- | -------- | ----- | -------- | -------- | ----- |
| 2013       | 西武       | 94    | 311   | 278   | 30    | 62    | 3        | 5        | 2        | 81    | 23    | 12    | 6        | 12    | 0     | 18    | 0     | 3     | 56    | 5        | .223  | .278     | .291     | .569  |
| 2014       | 西武       | 91    | 272   | 243   | 32    | 60    | 10       | 3        | 2        | 82    | 16    | 21    | 6        | 12    | 1     | 14    | 0     | 2     | 48    | 2        | .247  | .292     | .337     | .630  |
| 2015       | 西武       | 57    | 176   | 156   | 22    | 35    | 4        | 3        | 1        | 48    | 6     | 11    | 7        | 10    | 0     | 10    | 0     | 0     | 43    | 0        | .224  | .271     | .308     | .579  |
| 2016       | 西武       | 129   | 520   | 460   | 64    | 122   | 12       | 3        | 1        | 143   | 33    | 53    | 17       | 13    | 1     | 40    | 0     | 6     | 69    | 5        | .265  | .331     | .311     | .642  |
| 2017       | 西武       | 90    | 320   | 283   | 43    | 77    | 17       | 2        | 5        | 113   | 34    | 25    | 8        | 5     | 4     | 27    | 0     | 1     | 49    | 5        | .272  | .333     | .399     | .733  |
| 2018       | 西武       | 111   | 356   | 310   | 50    | 69    | 7        | 3        | 1        | 85    | 34    | 32    | 11       | 6     | 3     | 34    | 0     | 3     | 53    | 5        | .223  | .303     | .274     | .577  |
| 2019       | 西武       | 133   | 524   | 463   | 60    | 116   | 8        | 1        | 3        | 135   | 33    | 41    | 10       | 6     | 3     | 49    | 1     | 3     | 81    | 3        | .251  | .324     | .292     | .616  |
| 2020       | 西武       | 86    | 338   | 301   | 41    | 75    | 7        | 0        | 3        | 91    | 21    | 14    | 9        | 5     | 3     | 29    | 0     | 0     | 55    | 5        | .249  | .312     | .302     | .615  |
| 2021       | 西武       | 101   | 220   | 198   | 24    | 38    | 7        | 1        | 0        | 47    | 9     | 9     | 9        | 6     | 2     | 12    | 0     | 2     | 39    | 7        | .192  | .243     | .237     | .480  |
| 2022       | 西武       | 44    | 128   | 119   | 12    | 33    | 4        | 2        | 1        | 44    | 4     | 3     | 3        | 1     | 0     | 8     | 0     | 0     | 25    | 0        | .277  | .323     | .370     | .693  |
| 2023       | 西武       | 47    | 91    | 84    | 6     | 15    | 2        | 1        | 0        | 19    | 2     | 1     | 2        | 1     | 1     | 4     | 0     | 1     | 24    | 2        | .179  | .222     | .226     | .448  |
| 2024       | 西武       | 37    | 141   | 128   | 14    | 27    | 1        | 0        | 2        | 34    | 8     | 3     | 2        | 1     | 0     | 12    | 0     | 0     | 23    | 1        | .211  | .279     | .266     | .544  |
| 通算：12年 | 通算：12年 | 1020  | 3397  | 3023  | 398   | 729   | 82       | 24       | 21       | 922   | 223   | 225   | 90       | 78    | 18    | 257   | 1     | 21    | 565   | 40       | .241  | .303     | .305     | .608  |

- 各年度の太字はリーグ最多

### 年度別守備成績
| 年 度 | 球 団 | 二塁  | 二塁  | 二塁  | 二塁  | 二塁  | 二塁     | 三塁  | 三塁  | 三塁  | 三塁  | 三塁  | 三塁     | 遊撃  | 遊撃  | 遊撃  | 遊撃  | 遊撃  | 遊撃     | 外野  | 外野  | 外野  | 外野  | 外野  | 外野     |
| 年 度 | 球 団 | 試 合 | 刺 殺 | 補 殺 | 失 策 | 併 殺 | 守 備 率 | 試 合 | 刺 殺 | 補 殺 | 失 策 | 併 殺 | 守 備 率 | 試 合 | 刺 殺 | 補 殺 | 失 策 | 併 殺 | 守 備 率 | 試 合 | 刺 殺 | 補 殺 | 失 策 | 併 殺 | 守 備 率 |
| ----- | ----- | ----- | ----- | ----- | ----- | ----- | -------- | ----- | ----- | ----- | ----- | ----- | -------- | ----- | ----- | ----- | ----- | ----- | -------- | ----- | ----- | ----- | ----- | ----- | -------- |
| 2013  | 西武  | 36    | 80    | 88    | 2     | 22    | .988     | 3     | 0     | 2     | 0     | 0     | 1.000    | 27    | 47    | 57    | 6     | 13    | .945     | 27    | 42    | 1     | 2     | 0     | .956     |
| 2014  | 西武  | 49    | 128   | 157   | 6     | 20    | .979     | -     | -     | -     | -     | -     | -        | 27    | 26    | 40    | 3     | 12    | .957     | 11    | 7     | 0     | 1     | 0     | .875     |
| 2015  | 西武  | -     | -     | -     | -     | -     | -        | -     | -     | -     | -     | -     | -        | 57    | 85    | 164   | 8     | 33    | .969     | -     | -     | -     | -     | -     | -        |
| 2016  | 西武  | -     | -     | -     | -     | -     | -        | 29    | 17    | 47    | 9     | 3     | .877     | 24    | 49    | 33    | 5     | 8     | .943     | 94    | 112   | 5     | 2     | 1     | .983     |
| 2017  | 西武  | -     | -     | -     | -     | -     | -        | -     | -     | -     | -     | -     | -        | -     | -     | -     | -     | -     | -        | 87    | 138   | 2     | 4     | 0     | .972     |
| 2018  | 西武  | -     | -     | -     | -     | -     | -        | -     | -     | -     | -     | -     | -        | -     | -     | -     | -     | -     | -        | 106   | 188   | 4     | 1     | 0     | .995     |
| 2019  | 西武  | -     | -     | -     | -     | -     | -        | -     | -     | -     | -     | -     | -        | -     | -     | -     | -     | -     | -        | 132   | 273   | 9     | 3     | 0     | .989     |
| 2020  | 西武  | -     | -     | -     | -     | -     | -        | -     | -     | -     | -     | -     | -        | -     | -     | -     | -     | -     | -        | 86    | 182   | 2     | 4     | 1     | .979     |
| 2021  | 西武  | -     | -     | -     | -     | -     | -        | -     | -     | -     | -     | -     | -        | -     | -     | -     | -     | -     | -        | 93    | 132   | 0     | 0     | 0     | 1.000    |
| 2022  | 西武  | -     | -     | -     | -     | -     | -        | -     | -     | -     | -     | -     | -        | -     | -     | -     | -     | -     | -        | 43    | 66    | 1     | 1     | 0     | .985     |
| 2023  | 西武  | -     | -     | -     | -     | -     | -        | -     | -     | -     | -     | -     | -        | -     | -     | -     | -     | -     | -        | 41    | 53    | 1     | 0     | 0     | 1.000    |
| 2024  | 西武  | -     | -     | -     | -     | -     | -        | -     | -     | -     | -     | -     | -        | -     | -     | -     | -     | -     | -        | 35    | 80    | 0     | 0     | 0     | 1.000    |
| 通算  | 通算  | 85    | 208   | 245   | 8     | 42    | .983     | 32    | 17    | 49    | 9     | 3     | .880     | 132   | 191   | 330   | 22    | 66    | .958     | 755   | 1273  | 25    | 18    | 2     | .986     |

- 各年度の太字はリーグ最多

### タイトル
- 盗塁王：2回（2016年、2019年）

### 記録
初記録
- 初出場・初先発出場：2013年3月29日、対北海道日本ハムファイターズ1回戦（西武ドーム）、7番・右翼手で先発出場[104]
- 初打席・初安打：同上、2回裏に武田勝から遊撃内野安打[105]
- 初打点：2013年4月3日、対福岡ソフトバンクホークス2回戦（西武ドーム）、2回裏に山中浩史から左中間2点適時三塁打
- 初本塁打：同上、4回裏に山本省吾から左越3ラン
- 初盗塁：2013年4月16日、対オリックス・バファローズ4回戦（西武ドーム）、4回裏に二盗（投手：東野峻、捕手：伊藤光）

節目の記録
- 200盗塁：2020年9月22日、対北海道日本ハムファイターズ16回戦（メットライフドーム）、3回裏に二盗（投手：上沢直之、捕手：清水優心）※史上78人目
- 1000試合出場：2024年4月29日、対福岡ソフトバンクホークス6回戦（みずほPayPayドーム福岡）、「1番・右翼手」で先発出場 ※史上528人目[104]

### 背番号
- 2（2013年 - 2017年）
- 8（2018年 - 2019年）
- 7（2020年 - 2024年）

### 登場曲
- 「Happy Song」西野カナ（2013年）
- 「Live While We're Young」ワン・ダイレクション（2013年）
- 「Good Time」アウル・シティー & カーリー・レイ・ジェプセン（2013年）
- 「Your Body」クリスティーナ・アギレラ（2014年）
- 「Come On! Come On! -Happy with Smile-」ザ・ユナイテッド（2014年）
- 「Burning Love」シェネル（2015年）[106]
- 「Lean On (feat. MØ)」Major Lazer & DJ Snake（2016年 - 2024年、奇数打席）
- 「足音 〜Be Strong」Mr.Children（2016年、偶数打席）
- 「Footprint」Ms.OOJA（2017年 - 2024年）
- 「血、汗、涙」BTS（2017年）
- 「君はロックを聴かない」あいみょん（2018年、偶数打席）
- 「白日」King Gnu（2019年）
- 「Happiness」シェネル（2019年）
- 「HEROES」Ms.OOJA（2020年 - 2024年）
- 「Dynamite」BTS（2020年 - 2024年）
- 「Secret of my heart」倉木麻衣（2020年 - 2024年）